# Dulce tentación
Dulce tentación/Sweet Temptation es el séptimo álbum de estudio de la cantante mexicana Fey. 
Hasta el momento este sería su único disco promocionado de manera independiente, alejada de las multinacionales discográficas. Fue lanzado en México por My Rey Music el 28 de abril de 2009. Para su descarga digital mundial se lanzó el 5 de mayo de 2009. El disco marco distancia con los dos últimos trabajos de la cantante ya que estos incluían estilos musicales como el electroacústico, pero este material volcó su atención al synth pop, glam rock pop y música electrónica. La producción es una muestra de superación personal para Fey, puesto que desiste de componer (2002) y nuevamente se involucra de lleno en una producción. El disco fue grabado en México y masterizado en New York.  
Musicalmente el álbum está plagado de letras provocativas y sugestivas mezcladas con sonidos derivados del glam y synthpop. Dulce tentación muestra el lado más sexy de la cantante, aunque también refleja un desahogo (de su carrera) que se aprecia desde su pista 8 hasta la 11. El nombre del disco proviene de una oración de una de las primeras canciones y gran parte de estas tienen temáticas sugerentes. El disco contó con influencias de Björk, Madonna y en mayor grado de Kylie Minogue. Anteriormente la carrera de Fey no se vio apañada de críticas relevantes pero la portada de este álbum género polémica cuando medios afirmaron que el caramelo en forma de corazón que Fey muerde era una droga.
El álbum produjo cuatro sencillos. Por accidente se lanzó el sencillo promocional «Cicatrices» a mediados del 2008 con varios meses de adelanto antes de publicar el disco, el cual solo contó con promoción en internet. El primer sencillo oficial fue «Lentamente», el cual le costó liderar los tops de las listas musicales en México. La canción abrió camino al disco y tuvo una exitosa recepción haciendo que Fey regrese a las listas después de casi cinco años de no rozarlas. El segundo sencillo fue «Provócame» el cual fue lanzado pese a los contratiempos que Fey atravesaba, ya que para ese entonces rompía contrato con su entonces disquera y empieza a promocionar por cuenta propia el disco. A pesar de haber sido publicado en canales musicales, la canción fallo en listas. Como tercer sencillo se publicó vía internet «Adicto a mi cuerpo» el cual no fue promocionado. Acompañado a ello, Fey realizó una pequeña gira denominada Sweet Temptation Tour en México y los Estados Unidos. 
Las críticas al álbum fueron mixtas, aunque gran parte estuvieron en ventaja para el disco. Se destaca la reinvención de Fey en la música. Se dijo también que el disco era crucial para Fey, pues este marcaría su continuación en la música y otros atinaron en decir que el disco sería un fracaso más en la carrera de la cantante. En el conteo de Amprofon, Dulce tentación alcanzó como máxima posición la 5 y le otorgó un disco de oro a Fey. Dulce tentación vendió más de 200 mil copias.

## Antecedentes y grabación
Después del fracaso comercial de su anterior disco Faltan lunas (2006) y de haber salido de EMI, Fey decidió apostar por la producción de un disco independiente. Fey opto por el sello My Rey Music, propiedad de Mantequilla Records la cual es una discográfica independiente. Previo al lanzamiento, Fey creó su discográfica Elephant Music para que compartiera acciones con el sello My Rey Music. El disco ya contaba con composiciones, las cuales eran propiedad de Fey y de su hermano Paco Blázquez pero la cantante a inicios del 2008 se encontró por casualidad a Sam 'FISH' Fisher en uno de sus viajes. Ambos entablaron una conversación y quedaron en producir el nuevo disco de la cantante a raíz de que Fisher ya tenía una canción completa para Fey, la cual quedó maravillada con la idea. 
A mediados del 2008, accidentalmente se filtró en la red una canción del disco titulada «Cicatrices». No se tenían planes promocionales para esta canción pero se dio a conocer como sencillo promocional. El disco fue grabado en México, donde también se editó y masterizo en la discográfica Mantequilla Records.

## Contenido
Dulce tentación muestra una evolución en la carrera de Fey. Lo que tantos productores le habían pedido en el pasado se hizo realidad, pero al parecer esto fue por gusto de la propia cantante. Como carta de presentación esta la canción «Provócame», una pista rock oscura que narra la historia de Fey y que según ella, solo fanes pueden entenderla. Después de esta un manojo de canciones se tornan alegres, bailables, provocativas y sugerentes. Gracias a estas pistas se extrae el nombre del disco, donde las tentaciones están por doquier. Se combinan el dance y el pop con el glam y el synthpop. Destacan «Dulce manzana» (con temática del sexo oral), «Adicto a mi cuerpo» y la mejor según la crítica en sus versiones español e inglés «Sirena de cristal». Resulta que «Sirena de cristal» quedó fuera del listado de canciones del álbum Vértigo (2002) porque su letra estaba inconclusa. Fey la rescató e incluyó la canción al disco. 
A partir de la pista 8, Dulce tentación se torna oscura y melancólica, donde la historia de Fey toma sentido en las canciones. En trabajos anteriores no se dio la oportunidad de que Fey se confiese del todo. Dulce Tentación es quizás el álbum más personal de Fey, incluyendo temas relacionados con su vida personal. Destacan letras como «La fragilidad» y «Dolerá», esta última autoría de Sam 'FISH' Fisher. Finalmente el disco cierra con una balada electrónica llamada «Volviendo a empezar», autoría del productor Sam 'FISH' Fisher y del hermano de Fey.

## Promoción
Dulce Tentación salió a la venta de manera física en México el 28 de abril de 2009. Mundialmente estuvo disponible en descarga digital desde el 5 de mayo de ese año. Semanas antes y para promoción del disco Fey se presentó en "El Evento 40", donde lanzó su primer sencillo llamado «Lentamente». Días antes del lanzamiento Fey dio una entrevista televisiva donde daba a conocer gran parte del contenido del disco, indicando por canción que motivo a escribirla. En los conciertos promocionales del disco Fey cantaba un mix de sus éxitos noventeros y «Lentamente» con atuendos seductores y futuristas, al igual que sus bailarines. En agosto del 2009 Fey inauguró el G-Fest, dando así el inicio de su gira Sweet temptation tour, la cual debió de tener un recorrido por México, Estados Unidos y Sudamérica, pero por razones que estuvieron fuera del alcance de la cantante se cancelan las fechas en Sudamérica. 
Después de 10 años, Fey visitó Argentina, ya que algunos medios radiales habían tomado interés en Dulce Tentación. En ese país anunció su gira sudamericana la cual abriría a finales de octubre del 2009 en el Luna Park, lo que concluyó en que la butaca del show se agotara en 4 horas. Fey dio a conocer que visitaría otros países más como Chile, Uruguay, Colombia, Perú y Venezuela, pero ello no se llevó a cabo por motivos que quedaron fuera del alcance de la cantante. En Argentina se reprogramó el concierto que Fey hubiera dado en el Luna Park, siendo las fechas escogidas para diciembre del 2009, pero finalmente se cancelaron.    
A raíz de su salida de Mantequilla Records, Fey lanza bajo su propio sello una edición del disco para Europa. También se comentó el posible lanzamiento de un álbum en formato remix pero ello quedó descartado.    

### Sencillos
El primero en ver la luz fue «Cicatrices» que accidentalmente apareció filtrado en la red desde mediados de septiembre de 2008. Sin embargo, luego de la aparición de la cantante en los premios Telehit de 2008, se aclaró que fue intencional y que estaba siendo promovido solo en internet, de hecho su sitio oficial se tornó en color negro netamente, con el link para descargar la canción en versión maqueta, el web incluía un logo de "fey" en una tipografía cursiva, similar a su firma y el comunicado de lo nuevo que vendría para 2009. El tema posteriormente sería incluido en el álbum y posee varios remixes oficiales, que pudieron ser descargados en feyremix.com.mx y fey.com.mx sitios ya extintos.  
«Lentamente» fue el primer sencillo oficial el cual se estrenó en febrero de 2009. Contó con una monumental promoción a comparación de anteriores sencillos de Fey. A la canción le costó ingresar a listas musicales mexicanas, pero estando ya en estas escalo posiciones rápidamente, liderando estas por algunas semanas. Todo esto pasó cuando Fey hizo el estreno del videoclip de «Lentamente». Dicho vídeo obtuvo buena recepción por parte del público. En él se muestra nuevamente la visión futurista de la cantante y fue grabado totalmente en green scream. «Lentamente» fue dirigido por Luis Cage y Fey estuvo involucrada en toda la producción del vídeo.  
Como segundo sencillo se estrenó «Provócame» en la cadena de radio "Los 40 principales" el 12 de junio de 2009. Las ideas del sello My Rey Music para la creación del vídeo no se ajustaban a las de Fey así que la cantante desiste de su contrato con el sello. En este tiempo Fey decide negociar con el sello para que la promoción y distribución del disco quede en manos de esta, consiguiéndolo. Después de dos meses, recién se elaboró el vídeo bajo la dirección de Manuel Escalante, siendo estrenado a finales de septiembre de 2009 por el canal de música Ritmoson Latino. «Provócame» contaba con buenas expectativas por parte de los fanes y prensa, era considerado un tema vigoroso para Fey, pero resultó ser un flop. La canción ingresó en conteos musicales pero no alcanzó la cima de estos.
«Adicto a mi cuerpo» se lanzó como tercer y último sencillo, después de haber sido sometido a votación con las otras canciones del disco que no eran sencillos. La cantante decidió promocionarla en su web oficial y el tema no ingreso a ningún listado musical. Fey tenía planes para la creación de un vídeo, pero estos quedaron finitos cuando se reveló que Fey ya estaba planeando un nuevo disco.

## Recepción

### Crítica
Dulce Tentación recibió críticas mixtas. Gran parte de estas fueron favorables y otras fulminantes. La prensa catalogó al disco como "fracaso" y otros prefirieron decir que el disco era crucial para Fey pues de él dependía si esta continua o no en la música. A pesar de ello, Fey continuo con sus planes de promoción.
Jason Birchmeier, crítico en Allmusic, indica que Dulce tentación marca el comienzo de un nuevo capítulo en la carrera de Fey después de la decepción de Faltan lunas. Su cambio de estilo es una reminiscencia de querer conquistar el mundo electro pop liderado por divas como Lady Gaga y Rihanna. Birchmeier comparó el disco con Tarántula de Mónica Naranjo, alegando que ambos poseen un estilo fuerte pero sensual. También señala erróneamente que Fisher exagero en el uso del auto-tune, haciendo que la voz de Fey suene medio robótica, lo cual parece haber confundido auto-tune con el uso del vocoder en la canción "Lentamente" por su parecido a sonido robótico.
Alejandro Soto, crítico de la página española THE DREAMERS dio su punto de vista. Según él por fin Fey se arriesga, compone, produce y se involucra en un proyecto. "Dulce Tentación" no tiene una propuesta tan underground como Vértigo, pero tampoco tan comercial como sus primeros trabajos. En este disco se ve vanguardia, experimentación y renovación. Finalmente se indica que Fey no tiene una voz en potencia, pero sí, la necesaria para atraparnos de principio a fin, transmitirnos muchas emociones y contarnos mil historias. Soto aplaudió la producción independiente del disco y explica que Fey no tiene nada que envidiar a otras cantantes, pese a que en la actualidad se haya vuelto una perfecta extraña a los oídos de cualquier persona, además lamentó que el disco no se promoviera en España, pese a la calidad del material.

### Comercial
Pese a las bajas expectativas del disco, Dulce tentación consiguió una exitosa recepción cuando se publicó. En el conteo de Amprofon, Dulce tentación debuta 24 y pasado tres semanas más alcanza su máxima posición, la número 5. Pasada la siguiente semana el disco cae bruscamente a la posición 15 y entra en un constante descenso. 
Vía internet, en la tienda musical iTunes, Dulce tentación debuta uno en la lista Latino Pop Albums. En preventa estaban disponibles 10 000 copias las cuales se agotaron al poco tiempo de ser lanzado el disco. En manera física Dulce tentación superó las 40 000 copias, lo que conllevó a un disco de oro en México. En Argentina el disco tuvo moderado éxito gracias a la promoción radial que tuvo en ese país.

## Lista de canciones
| N.º | Título                     | Escritor(es)                                    | Productor(es)              | Duración |  |
| 1.  | «Provócame»                | Fisher/ Fey/ Francisco Blázquez/ Tiziano Borghi | Sam "Fish" Fisher          | 4:06     |  |
| 2.  | «Dulce manzana»            | Fey/ F. Blázquez/ Fisher                        | Fisher                     | 3:23     |  |
| 3.  | «Lentamente»               | Fisher/ Cynthia Camacho                         | Fisher                     | 3:42     |  |
| 4.  | «Adicto a mi cuerpo»       | Fisher/ Fey/ F. Blázquez                        | Fisher                     | 3:00     |  |
| 5.  | «Cicatrices»               | Fisher/ Fey/ F. Blázquez/ C. Camacho            | Fisher                     | 3:48     |  |
| 6.  | «Sirena de cristal»        | Fey/ F. Blázquez/ Fisher                        | Fisher                     | 3:30     |  |
| 7.  | «La viuda negra»           | Fey/ F. Blázquez/ T. Borghi                     | Fisher                     | 3:15     |  |
| 8.  | «La fragilidad»            | Fey/ F. Blázquez/ T. Borghi                     | Fisher                     | 3:39     |  |
| 9.  | «Dolerá»                   | Fisher/ Fey/ F. Blázquez                        | Fisher                     | 3:54     |  |
| 10. | «Borrando la historia (*)» | Fey/ F. Blázquez/ T. Borghi                     | Fisher                     | 3:15     |  |
| 11. | «Volviendo a empezar»      | Fisher/ F. Blázquez/ T. Borghi                  | Fisher/ Fey/ José Portilla | 3:18     |  |

- (*) En la edición de iTunes la canción dura 3:29.

Bonus Track

| N.º | Título                                                        | Escritor(es)                                    | Duración |  |
| 12. | «Cicatrices (Bearlin Club Mix - José "Spinnin" Cortés Remix)» | Ganador del concurso de remix convocado por Fey | 5:31     |  |

## Créditos y personal
- Fey - Vocalista principal y corista.
- Sam Fisher - Productor, arreglos, teclados, programación y mezcla.
- Cynthia Camacho - Compositora.
- Leon Chiprout	- Fotografía.
- Tom Coyne - Mastering.
- Loly Lupercio - Maquillaje.
- Juan Solís - Asistente.
- Sergio Toporek - Diseño gráfico.

## Listas y certificaciones
| Listas (2009)                                | Mayor posición |
| -------------------------------------------- | -------------- |
| México: Mixup                                | 2              |
| México: Amprofon Top20                       | 3              |
| México: Amprofon Top100                      | 5              |
| México: Billboard Hits of the World (Albums) | 8              |
| iTunes Latino Top Albums                     | 1              |

| Listas (2011)           | Mayor posición |
| ----------------------- | -------------- |
| México: Amprofon Top100 | 79             |

| Lista (2009)              | Posición |
| ------------------------- | -------- |
| México: Amprofon: Top 100 | 99       |

| País              | Certificaciones | Ventas              |
| ----------------- | --------------- | ------------------- |
| México (Amprofon) | Oro             | 40 000 (DD: 10 000) |

## Sweet Temptation
Ya era sabido que Dulce Tentación tenía una contraparte en inglés titulada Sweet Temptation, con las 11 canciones adaptadas a dicho idioma anglosajón; supuestamente, este álbum sería lanzado a países de habla inglesa con la finalidad de promocionar a la cantante en otros países pero los planes se cancelaron luego de la ruptura laboral entre la disquera y la cantante.[cita requerida]
A principios de agosto de 2009, la ahora ex disquera de Fey filtró el álbum en inglés a la red[cita requerida] (en parte, mal masterizado de acuerdo a muchos fanes), se desconoce si hay planes por parte de la cantante para lanzarlo en un futuro. (Se cancela cualquier promoción para Dulce Tentación y Sweet Temptation)[cita requerida]
Este es el tracklist:
| N.º | Título                | Duración |  |
| 1.  | «Games that you play» | 4:06     |  |
| 2.  | «Sweet as sin»        | 3:23     |  |
| 3.  | «Let me show you»     | 3:42     |  |
| 4.  | «Guilty pleasure»     | 3:00     |  |
| 5.  | «Monsters»            | 3:48     |  |
| 6.  | «In your dreams»      | 3:30     |  |
| 7.  | «Devil's angel»       | 3:15     |  |
| 8.  | «Loneliness»          | 3:39     |  |
| 9.  | «No more lies»        | 3:54     |  |
| 10. | «Your game is over»   | 3:15     |  |
| 11. | «Sweet agony»         | 3:18     |  |